# Tag der Regionen

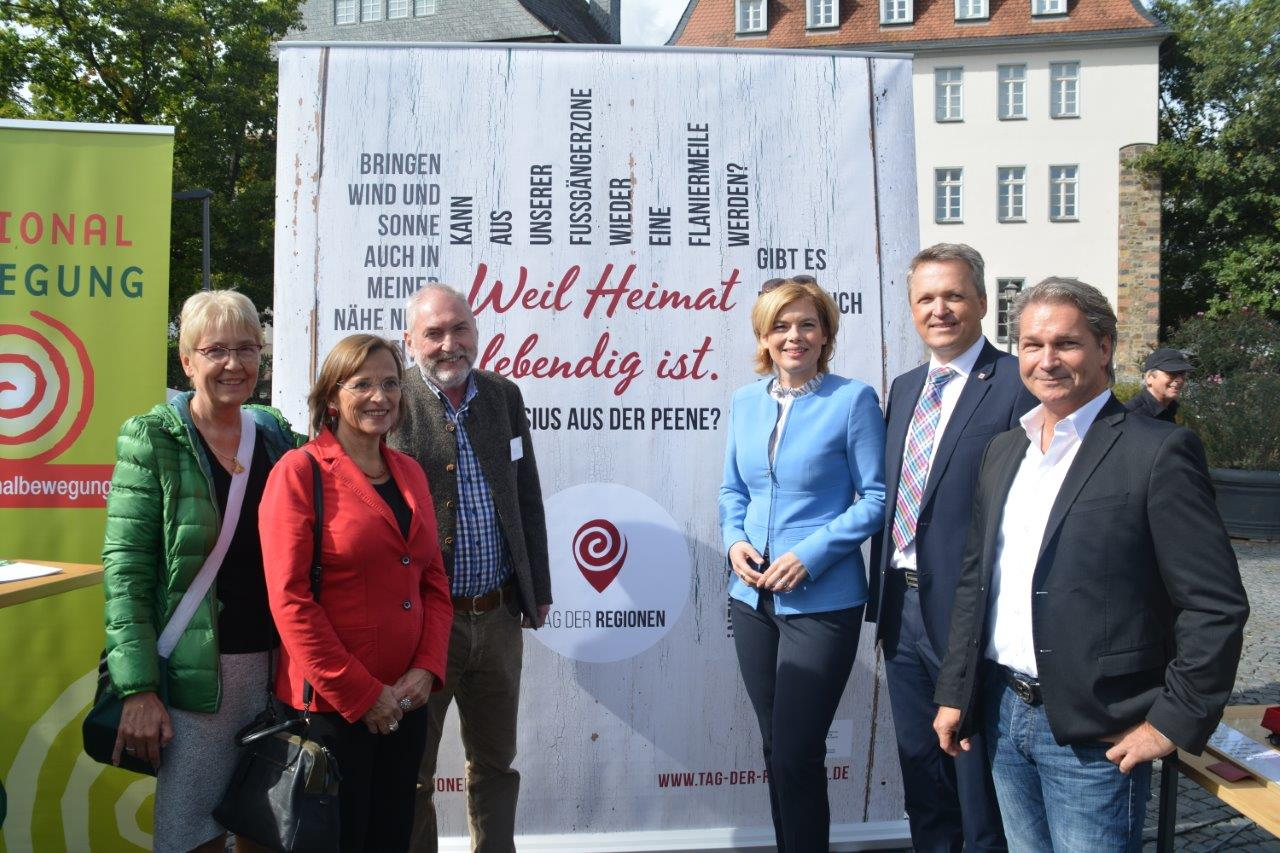
Bundeshauptveranstaltung des Tag der Regionen 2018 mit Bundeslandwirtschaftsministerin Julia Klöckner

Der Tag der Regionen ist ein bundesweites Projekt des Bundesverbandes der Regionalbewegung e.V., das innerhalb eines jährlichen Aktionszeitraumes Veranstaltungen zu dem Themenbereich nachhaltige Regionalentwicklung organisiert. 2019 feiert der Tag der Regionen sein 20-jähriges Jubiläum.

## Die Idee
Innerhalb eines zweiwöchigen Aktionszeitraumes werden bundesweit Veranstaltungen mit regionalem Bezug über das Netzwerk des Tag der Regionen organisiert, unter anderem in den Themenbereichen Landwirtschaft, Handwerk, Kultur, Natur- und Umweltschutz, Gastronomie und Tourismus. Externe Veranstalter haben die Möglichkeit, ihre geplanten Aktionen in das Netzwerk des Tag der Regionen einzutragen und dessen Werbemöglichkeiten zu nutzen. Das selbsterklärte Ziel des Tag der Regionen ist, durch die Veranstaltungen in Öffentlichkeit und Politik mehr Aufmerksamkeit für die soziale und wirtschaftliche Bedeutung von Regionen zu generieren und dadurch regionale Wirtschaftskreisläufe zu stärken.

## Geschichte
Der Tag der Regionen wurde 1999 durch die Regionalinitiative Artenreiches Land – Lebenswerte Stadt e.V. (Feuchtwangen/Mittelfranken) und die Bürgerinitiative Lebenswertes Bördeland und Diemeltal e.V. (Borgentreich/Ostwestfalen) ins Leben gerufen. Initiatoren waren derzeit die Vorsitzenden der beiden Vereine Heiner Sindel (Gastwirt und heute 1. Vorsitzender des Bundesverbandes der Regionalbewegung e.V. aus Feuchtwangen) und Sven Mindermann (heute stellvertretender Vorsitzender des Bundesverbandes der Regionalbewegung e.V.) Seit 2002 wird der Tag der Regionen bundesweit innerhalb eines vierzehntägigen Aktionszeitraumes rund um den Erntedanksonntag durchgeführt. Im selben Jahr wurde ein bundesweites Aktionsbündnis Tag der Regionen bei einem offiziellen Festakt in Berlin gegründet, dem mittlerweile 40 Organisationen und Verbände aus Landwirtschaft, Kirche sowie Umwelt- und Naturschutz angehören, u. a. BUND, NABU, WWF, Verbraucherzentrale und Brot für die Welt.  Auf Basis des Aktionsbündnisses Tag der Regionen erfolgte 2005 die Gründung des Bundesverbandes der Regionalbewegung e.V., der heute als Dachverband bundesweit als Interessenvertretung für Regionalinitiativen sowie Kleinst-, Klein- und mittelständische Unternehmen fungiert. 2018 feierte der Tag der Regionen unter dem Motto „Weil Heimat lebendig ist“ seine 20. Auflage. 2019 feiert der Tag der Regionen sein 20-jähriges Jubiläum.

## Einfluss und Wirkung
Mit über 20.000 Veranstaltungen in 20 Jahren und rund 20 Millionen Besucherinnen und Besuchern konnten durch den Tag der Regionen bereits maßgebliche Impulse für eine nachhaltige Regionalentwicklung gegeben werden. Nach eigenen Angaben trugen die Veranstaltungen in vielen Regionen maßgeblich dazu bei, dass die Chancen einer Regionalisierung überhaupt erst erkannt wurden und zahlreiche weitere Projekte zur Förderung regionaler Wirtschaftskreisläufe entstanden.

## Sonstiges
Seit 2011 wird in Schottland der Day of the Region gefeiert.